# パシフィックソーワ
株式会社パシフィックソーワ（英: PACIFIC SOWA CORPORATION）は、東京都千代田区に本社を置く大平洋金属グループの商社である。

## 概要
鋳鋼品・鍛鋼品・機械製品・金属材料を扱う専門商社である。1956年に大平洋金属の全額出資によって創業、2003年に当時グループ会社である大平洋製鋼（鍛造メーカー）、大平洋特殊鋳造（鋳造メーカー）、米子製鋼（鋳造メーカー）の株式交換による子会社化を行い、経営統合した。

## 沿革
- 1956年(昭和31年) - 大平洋金属の全額出資により曹和金属株式会社として設立。
  - 本社所在地：東京都中央区日本橋3-1
  - 資本金　2,000万円
- 1957年(昭和32年) - 大阪支店、名古屋支店、仙台営業所開設
- 1958年(昭和33年) - 本社移転（東京都中央区京橋1-5）
  - - 新潟営業所、札幌営業所開設
- 1959年(昭和34年) - 富山営業所開設
- 1960年(昭和35年) - 沼津営業所開設
- 1962年(昭和37年) - 九州営業所、東北支店開設
- 1963年(昭和38年) - 資本金6,000万円に増資
- 1965年(昭和40年) - 本社移転（東京都千代田区1-6-1大手町ビル）
  - - 岡山営業所、広島営業所開設
- 1968年(昭和43年) - 千葉営業所、長崎営業所開設
- 1969年(昭和44年) - 資本金12,000万円に増資
- 1990年(平成2年)  - 株式会社パシフィックソーワに商号変更
  - - シンガポール支店開設
- 1991年(平成3年)  - 資本金43,200万円に増資
- 1999年(平成11年) - 本社移転（東京都中央区新川1-3-17　新川三幸ビル）
- 2003年(平成17年) - 大平洋製鋼、大平洋特殊鋳造、米子製鋼と経営統合
- 2010年(平成22年) - 上海駐在員事務所開設
- 2014年(平成26年) - 台北駐在員事務所開設
- 2015年(平成27年) - 本社移転（東京都千代田区丸の内1-4-1　丸の内永楽ビルディング）

## 事業拠点および関連会社

### 拠点
- 本社
  - 東京都千代田区丸の内一丁目4番1号
- 支社　　
  - 西日本支社
- 支店
  - 名古屋支店
  - 東北支店
  - 九州支店
- 営業所
  - 沼津営業所
  - 千葉営業所
  - 岡山営業所
  - 広島営業所
  - 長崎営業所
  - 富山営業所
  - 新潟営業所
  - 仙台営業所
  - 札幌営業所
- 海外拠点
  - シンガポール支店
  - 上海駐在員事務所
  - 台北駐在員事務所

### 子会社
- 大平洋製鋼株式会社
- 大平洋特殊鋳造株式会社
- 米子製鋼株式会社
- 株式会社島崎エンジニアリング

### 関連会社
- 大平洋金属株式会社
- 大平洋機工株式会社
- 大平洋ランダム株式会社